# آئروپستال آلاس دی ونزوئلا
آئروپستال آلاس دی ونزوئلا (به انگلیسی: Aeropostal Alas de Venezuela) یک شرکت هواپیمایی با کد یاتا VH است که در ۳ ژوئیه ۱۹۲۹ میلادی تأسیس شده‌است. قطب آئروپستال آلاس دی ونزوئلا در فرودگاه بین‌المللی سیمون بولیوار قرار دارد.